# 李察·麥森
李察·麥森（Richard Burton Matheson）（1926年2月20日—2013年6月23日），美國作家和編劇，包含奇幻小說，恐怖小說，科幻小說。
他最著名的作品是1954年的恐怖小說《我是傳奇》，已經搬上大銀幕四次。他的科幻愛情小說《重返的時刻》（Bid Time Return）改編成電影《似曾相識》（Somewhere In Time）時，他也創作了劇本。該電影獲得第53屆奧斯卡獎最佳服裝設計獎提名及第38屆金球獎最佳原創音樂獎提名。
李察·麥森也寫了許多電視劇劇本，包括《陰陽魔界》。

## 外部連結
- 網路推理小說資料庫上的李察·麥森
- Matheson biography （页面存档备份，存于） at tabula-rasa.info
- Richard Matheson （页面存档备份，存于） featured on AMC-TV's Sci-Fi Department webshow
- 李察·麥森在互联网电影资料库（IMDb）上的資料（英文）